# Temnozor
Temnozor (russisch Темнозорь) ist eine rechtsextreme russische Pagan-/Folk-Metal-Band aus Obninsk.

## Geschichte
Die Band wurde 1996 von Tuur, Wuulko und Leshiy gegründet, kurz darauf folgten Gorruth und P.Noir, der auch in der Progressive-Metal-Band Rakoth aktiv ist. Nach und nach kamen mehr Musiker hinzu, bis die Band 1998 einen Plattenvertrag bei Stellar Winter Records erhielt. Die Besetzung bestand zeitweise aus mehr als zehn Musikern. Einige der ehemaligen Musiker entstammen dem Umfeld des russischen Black-Metal-Zirkels Blazebirth Hall. 1999 erschien das Debütalbum Sorcery Is Strengthening the Black Glory of Rus, eine Wiederveröffentlichung des ersten Demos. Das erste Line-up zerbrach in den Jahren 2000/2001.  Unter anderem verließen Tuur und Wuulko die Band und wurden durch Ratibor und Svyagir ersetzt, womit heute keines der Gründungsmitglieder mehr aktiv ist. Für Live-Auftritte und Aufnahmen wurden bzw. werden Temnozor außerdem durch Knjaz Varggoth und Saturious von Nokturnal Mortum und Rodoslav von der Folk-Gruppe Krynitza am Gesang unterstützt.
2001 erschien das Demo Fragments. 2002 erschien mit Sorcery of Fragments eine Neuveröffentlichung des Debütalbums inklusive Fragments sowie das zweite Album Horizons. Die beiden Alben wurden europaweit über einschlägige NSBM-, Rechtsrock- und RAC-Labels veröffentlicht. Unter anderem wurden die Alben auf dem deutschen Label Nebelfee Klangwerke veröffentlicht, das von Mitgliedern der Band Absurd geleitet wurde.
Svyagir betreibt seit 2006 ein Seitenprojekt namens Walknut, welches über die Grenzen Russlands hinaus bekannt wurde.
Seit Erscheinen von Haunted Dreamscapes spielt die Band vor allem vereinzelt auf größeren Festivals im europäischen Ausland, so zuletzt auf dem Steelfest Open Air in Finnland, wo Temnozor die Bühne unter Anderen mit Unleashed, Dark Funeral und Satanic Warmaster teilten.
Im Jahr 2010 wollte die Band in Roermond (Niederlande) an der Azijnfabriek-Stage spielen. Das Konzert drohte abgesagt zu werden, da antifaschistische Gruppen die Veranstalter unter Druck setzten und auf die Verbindungen der Band zur NSBM-Szene verwiesen. Aufgrund anonymer Drohungen und der Befürchtung von Ausschreitungen sagte der Veranstalter "Hub & Huey" das Konzert am 4. Januar ab. Temnozor wich daraufhin kurzfristig auf ein Festival der rechtsextremen Organisation Blood & Honour in Belgien aus. 

## Musikstil, Texte und Ideologie
Zunächst spielte die Gruppe Pagan Metal mit der für die Band typischen Flötenbegleitung. Waren die ersten Veröffentlichungen relativ schlecht produziert, änderte sich das ab Folkstorm of the Azure Nights. Auf Haunted Dreamscapes ist die Stimmung düsterer und es wurden verstärkt akustische Gitarren verwendet.
Die Thematik der Band sind slawische Mythologie und Mystik, Naturromantik und Melancholie. Temnozor ist Mitglied der Pagan Front, eines weltweiten Zusammenschlusses von NSBM- und rechtsextremen Pagan-Metal-Bands. Die Texte sind zwar nicht offen nationalsozialistisch, spielen sich jedoch häufig vor einem völkischen Hintergrund ab. Abgesehen davon beteiligte sich die Band an einer Split-Veröffentlichung mit den teilweise der NSBM-Szene zugerechneten Bands Graveland, Nokturnal Mortum und North. 
Insbesondere in den ersten Jahren bekannte sich die Band offen zu (neo-)nationalistischen Ideologie, zum Arierkult und zum Konzept des Racial Holy War. Haupttexter Illa Babin, genannt Gorruth, gilt als „Schlüsselfigur des neonazistischen Black-Metal-Undergrounds“ Russlands. Über das von ihm geleitete Label Stellar Winter Records veröffentlichte die Band eine ganze Reihe von Alben der NSBM-Szene zuzurechnenden Bands. Die Band bestand außerdem eine Zeitlang zu gleichen Anteilen aus NS-Skinheads und NSBM-Musikern. So spielte ein Teil der Mitglieder auch bei der Rechtsrock-Band Vandal. Die Band vertritt einen slawischen Nationalsozialismus, bei denen (entgegen der nationalsozialistischen Rassenideologie) die Slawen neben den Kelten und Germanen zur „arischen Rasse“ hinzugezählt werden.
Die Band bemüht sich seit einigen Jahren, in der Öffentlichkeit als unpolitisch wahrgenommen zu werden. Ob dem ein authentischer Gesinnungswandel mit zunehmendem Alter der Musiker und vor dem Hintergrund der weitgehenden Auflösung u.a. der Pagan Front zugrunde liegt, oder es sich angesichts der offen rassistischen und nationalsozialistischen Interviewaussagen der Frühzeit um bloße Schutzbehauptungen handelt, ist in der Black-Metal-Szene umstritten. Seit den 2010er Jahren äußerten die Mitglieder in verschiedenen Interviews, sich nicht (mehr) für moderne Politik zu interessieren und positionierten sich gegen politischen Kollektivismus. Seit Erscheinen des letzten Albums Haunted Dreamscapes trat die Band in eine (Stand 2025) Phase der Inaktivität ein, trotz vereinzelter Ankündigungen des Versuches einer kompletten Neubesetzung. Der ehemalige Gitarrist Svyagir veröffentlichte inzwischen das ursprünglich für Temnozor geschriebene neue Material unter dem Namen Gromoverh als Album, weitere Mitglieder der letzten Temnozor-Besetzung verfolgen ebenfalls musikalisch ähnliche, ideologisch weniger explizite, neue Bands wie etwa die Folk Metal Band Nebokraj.
Im Jahre 2023 verstarb der langjährige Live-Sänger der Band, Rodoslav, an Magenkrebs.

## Diskografie
Alben
- 1998: Sorcery Is Strengthening the Black Glory of Rus’ (auch: Ведовством крепка чёрная слава Руси, Stellar Winter Records)
- 2003: Horizons... (auch: Горизонты..., CD-Maximum/Stellar Winter Records/Nebelfee Klangwerke)
- 2005: Folkstorm of the Azure Nights (auch: Вольницей в просинь ночей, Stellar Winter Records)
- 2010: Haunted Dreamscapes (auch: Урочища Снов, Stellar Winter records/Eastside)

Kompilationen und Livealben
- 2003: Sorcery of Fragments (Ведовством фрагментов, Hakenkreuz Productions)
- 2010: Twilights at the Winter Funeral (auch: Сумерки на похоронах зимы, Live-DVD und -CD, Stellar Winter Records)

EPs
- 2007: Eastern Hammer (Split-EP mit Graveland, Nokturnal Mortum und North, Hammerbolt Productions)

Demos
- 1996: Be Oden Narod Slavensk
- 2001: Fragments...